# Clàudia d'Orleans
|  | Per a altres significats, vegeu «Clàudia d'Orléans». |

Clàudia d'Orleans (francès: Claude d'Orléans)  (Larraix, 11 de desembre de 1943) és duquessa d'Aosta, Princesa de sang de França de la casa dels Orleans amb el tractament d'altesa reial.

## Biografia
Nascuda a Larache, on la casa d'Orleans posseïa una important explotació agrària, era neta del príncep Enric d'Orleans i de la princesa Isabel d'Orleans-Bragança. Clàudia era la novena filla dels comtes de París i era neta per via paterna del príncep Joan d'Orleans i de la princesa Isabel d'Orleans mentre que per via materna ho era del príncep Pere d'Alcantara del Brasil i de la comtessa bohèmia Elisabet Dobrzensky von Dobrzenicz.
Al llarg de la dècada de 1950 i de 1960, els comtes de París gaudiren d'un enorme prestigi entre les famílies reials catòliques d'Europa. En una de les trobades de la reialesa europea, Clàudia conegué al príncep Amadeu de Savoia-Aosta amb qui es comprometé i es casà l'any 1964.
Amadeu de Savoia-Aosta és fill del duc Aimó de Savoia-Aosta i de la princesa Irene de Grècia. Clàudia i Amadeu es casaren a Sintra (Portugal), el 22 de juliol de l'any 1964. El casament se celebrà a Portugal per tal que el rei Humbert II d'Itàlia pogués assistir a la cerimònia. La parella s'establí a la finca italiana de Il Borro i tingueren tres fills:
- SAR la princesa Blanca de Savoia-Aosta, nada a Florència el 1966. Es casà amb el comte Gilberto Arrivabene Valenti Gonzaga.[4]
- SAR el príncep Aimó de Savoia-Aosta, nat a Florència el 1967. El príncep, duc de la Pulla, està compromès amb la princesa Olga de Grècia.[5]
- SAR la princesa Mafalda de Savoia-Aosta, nada a Florència el 1969. Es casà en primeres noces amb el príncep Alexandre Ruffo di Calàbria de qui es divorcià per casar-se amb l'aristòcrata Francesco Ferrante Carlo Napoleone Lombardo di San Chirico.

Clàudia i Amadeu es casaren que tots dos tenien tan sols 21 anys. La seva unió fou bastant inestable, al llarg dels 18 anys que durà la unió hi hagué èpoques de separació i èpoques d'especial necessitat mútua. L'any 1982, de comú acord, els ducs d'Aosta se separaren.
El 27 d'abril de 1982 Clàudia es casà de nou, aquest cop a Haití amb l'italià Arnaldo La Cagnina de qui es divorcià l'any 1996 per tornar-se a casar amb Enrico Gandolfi (1941-2015) l'any 2006.